# 백백교
백백교(白白敎)는 일제강점기에 일어난 동학(東學) 계통의 백도교(白道敎)에서 파생된 사이비 종교다. 백도교의 교주가 1919년에 사망한 후 교주가 된 전용해가 백백교로 개칭하였다. 백백교는 은밀하게 활동하며 종교사기, 재산갈취, 부녀자 정조유린 등의 범죄를 저질렀고, 1937년까지 무려 80여 차례에 걸쳐 백백교 신도 350여 명을 살해 후 암매장 한 것으로 알려져 있다. '백백교 사건'으로 명명된 이 사건이 알려지면서 당시에 사회적으로 큰 충격을 안겨주었다. 아울러 이 사건은 사이비 종교의 폐해와 그 말로가 비참하다는 사실을 잘 알려주는 대표적인 예라고 할 수 있다.
백백교는 무지몽매한 민중을 대상으로 불로불사 등 허무맹랑한 교리를 설파하며 혹세무민하였고, 신도들을 대상으로 하여 극악무도한 범죄를 자행한 범죄집단이었다.

## 역사

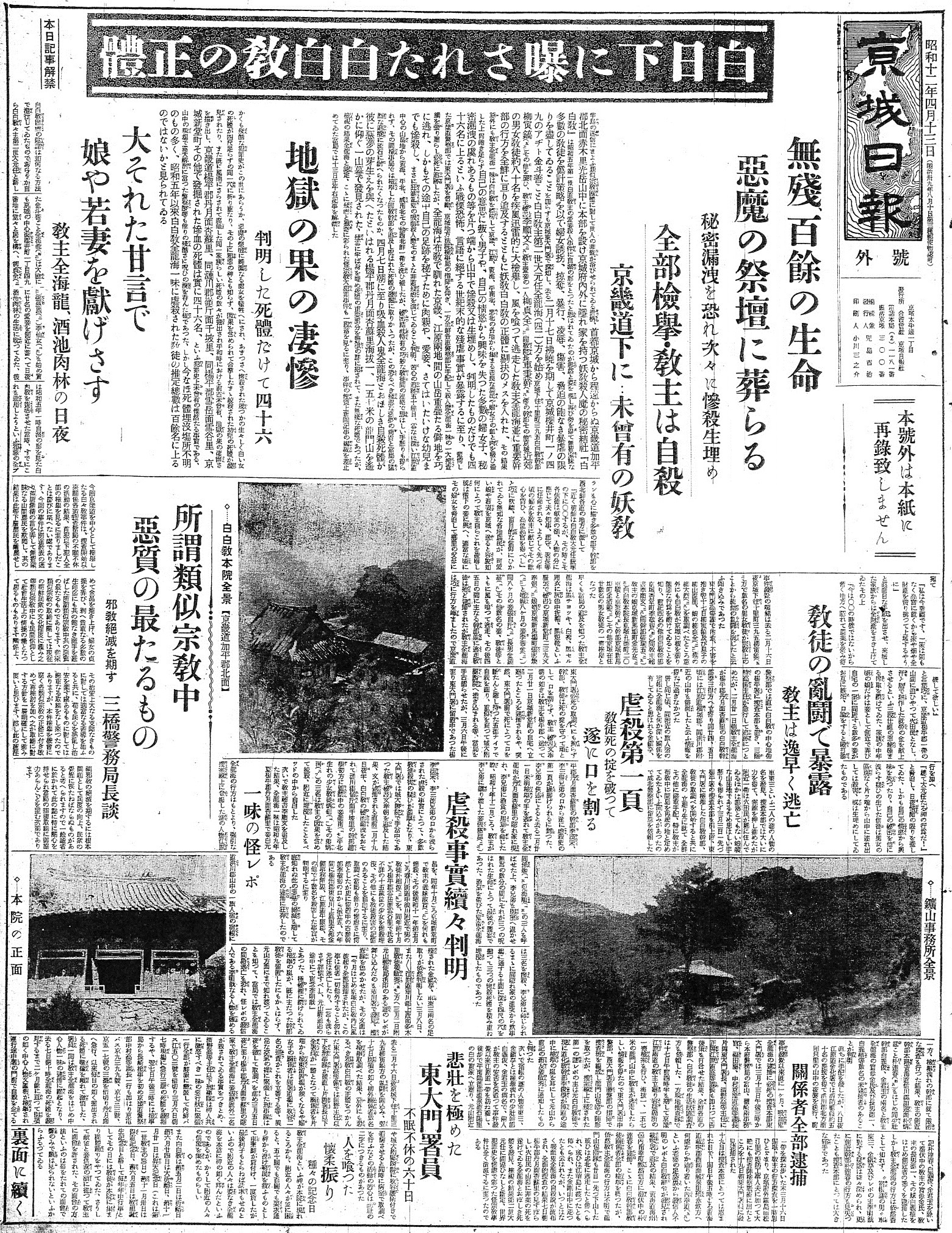
백백교 사건을 보도한 경성일보(京城日報) 1937년 4월 13일자 호외

### 기원과 유래
조선 후기 철종 때 최제우가 유불선(儒佛仙)의 교리를 종합, 절충하여 서학(西學, 천주교)에 대립되는 민족 고유의 신앙인 동학(東學)을 창시하였는데, 이 동학에서 많은 사이비종교가 파생되었다. 그중에 하나가 백백교의 전신인 백도교(白道敎)다. 이 백도교는 중국 영변에서 태어난 전정운(全廷芸)이 창시한 신흥종교였다. 전정운(1868~1919)은 일찍이 동학에 입회하였는데, 금강산에서 3년간 기도 끝에 도통을 한 후 천지신령의 계시를 받았다고 한다.
1900년경에 하산하여 아버지의 연고지인 함경남도 문천군 운림면으로 가서 도(道)를 전하기 시작하자 입교하는 신자가 차차 늘어났고, 1912년에 강원도 김화군 근동면 오성산에 본거지를 두고 정식으로 백도교를 창설하여 교주가 되었다. 그 뒤 각지에 지부를 설치하고 적극적인 포교에 나서 한때는 신도수가 1만여 명이 넘었다고 한다. 백도교는 은밀히 포교를 하였고, 교단 역시 비밀결사의 형태를 취하였다. 기본 교리는 동학(천도교)의 교리 거의 그대로이며, 주문(呪文)을 열심히 외고 예배하면 무병장수하고 신선(神仙)이 된다는 것이었다.

### 백백교 (白白敎)
교주 전정운은 60여 명 여인을 거느리고 교인 재산을 갈취해 방탕한 생활을 하다가 1919년에 갑자기 사망하고 말았다. 평소 자신이 영생한다고 했던 전정운이 갑작스레 사망하자 전정운의 둘째 아들인 전용해는 우광현 등과 의논 끝에 전정운의 사망 사실을 숨기고 암매장한 후 교단을 수습해나갔다. 그러나 1920년 평안남도 강서의 정성희가 그의 아버지 정근일이 백도교에 빠져 재산을 탕진한 것에 격분하여 고발하자 경찰이 수사에 착수하면서 교주 전정운의 사망사실이 알려졌고 이탈하는 신도가 늘어났다.
이때 교단운영과 유산분배를 놓고 다툼이 벌어지며 조직이 분열되었다. 전정운의 큰아들 전용주는 1923년에 인천도(人天道)를 설립하였고, 셋째 아들 전용석은 도화교를 설립하여 독립하였다. 백도교는 사망한 전정운을 교조로하고 우광현(1919), 김공연(1924), 차병간(1927) 순으로 교주를 역임하다가 실권을 행사하던 전정운의 둘째아들 전용해가 결국 교주가 되었고, 이후 백백교(白白敎)로 개칭하였다. 백백교란 이름은 '한 사람의 흰 것으로 천하를 희게 하자' 라는 교리를 함축하여 지은 것이었다. 또 다른 기본 교리는 주문을 외우며 하늘과 땅에 예배하면 무병장수, 불로불사(不老不死)하고 신선이 되며, 교주는 불로장수하고 지상 신선이 된다는 것이었다. 이는 당시에 발흥한 신흥종교들 사이에선 흔한 주문수행으로 무속이나 도교의 영향을 받은 것이었다.

### 금화 사건
세 분파중에 가장 교세가 크게 성장한 것은 백백교였는데, 조선총독부 경성지방법원의 조사에 의하면 전성기 시절 백백교 신도수는 8만명이 넘었다고 한다. 경기도 가평에서 출발한 백백교는 함남을 거쳐 강원도, 황해도, 평안도, 충청도까지 교세를 더욱 확장시켜 나갔다. 그러나 1930년 7월, 과거 10여 년전 백도교 시절에 있었던 일명 '금화사건'이 발각되어 일본경찰이 수사를 시작하자 교세가 위축되었다. 금화사건이란 1915년경 백백교의 전신인 백도교의 교주 전정운이 금화군 오성산에서 그의 애첩 4명을 산 채로 파묻어 버린 사건을 말한다.
그 당시 전정운은 교세가 성장하자 심히 문란한 생활을 하였는데, 혹세무민하며 간음과 간통을 일삼던 중에 그가 아끼던 애첩 4명을 생매장시키고 일부 여성들을 교수대에서 교살시키는 일을 자행한 바가 있었다. 이미 전정운이 사망한 후라 원인은 밝히지 못했으나 그 당시 사건에 간여했던 강명성 등 10여명은 체포되어 처벌을 받았다. 이 사건으로 인해 전용해는 수사망을 피해 지방으로 도망 다녔으며 이후 위축된 조직재건 사업을 비밀리에 펼쳤다.

## 백백교 사건

### 백백교의 횡포
서울에 잠입하여 비밀리에 활동하던 백백교에서는 교주 전용해를 하느님의 아들이라 하며 '대원님'으로 부르게 했고, 곧 물과 불로 심판하는 날이 오는데, 이때 살아남기 위해서는 교단에서 만든 전국 53곳의 피난처에 은거해야 한다고 하며 입교를 부추겼다. 또한 교주 전용해는 신비한 힘을 가지고 있기에 천위(天位)에 등극할 인물이고, 머지않아 교주의 주도하에 일제를 물리치고 독립이 될 것이라 했다. 독립이 된 후에는 그간의 헌금액수와 헌신에 따라 대신, 참의, 도지사, 군수, 경찰서장 등에 임명한다는 식의 허무맹랑한 교리로 혹세무민하여 신도들이 재산을 바치게 한 후 이를 갈취하였다.
재산이 부족한 자들은 딸을 바치게 했는데 그 중 미모가 뛰어난 여인은 교주의 첩이 되었다. 교주 전용해는 그들을 대상으로 성폭행과 성적 학대를 일삼았고 나머지 여성들은 간부들에게 불하하였다. 특히 변태성욕자였던 전용해는 많은 여신도들이 지켜보는 가운데서 정사(情事)를 벌였으며, 이를 신(神)의 행사라고 하였다. 이런 교주의 행각에 불만을 품는 신도들은 가차없이 죽여버렸다. 그 밖에도 비리나 범죄행위를 은폐하기 위하여 비밀 누설의 염려가 있거나 배교 가능성이 있는 자들은 깊은 산중으로 끌고 가서 살해후 암매장해 버렸다. 이런 일은 벽력사(霹靂使)라고 불리는 광신도들이 담당했다. 또한 훗날 경찰수사에서 밝혀진 살해 이유중에는 조직원이 너무 많아 먹여 살리기 귀찮거나, 한 장소에 인원이 너무 많아 경찰에 발각될 우려가 있기에 살해한 경우 등도 있었다.
가족단위로 입교한 자들은 각 지부에 분산배치하여 볼모로 삼음으로 배교를 막았고 충성도가 높은 자들을 위주로 감시조직을 만든 후 신도들을 철저히 감시하고 통제하였다. 백백교는 민심교화와 광명세계의 실현을 명분삼아 포교함에 있어서 혹세무민하며 교세를 성장시켜 나갔다. 포교의 주 대상은 가산은 좀 있는 편이나 배움이 짧고 세상물정에 어두우며 어리숙하고 사회적인 신분이 낮거나 소외된 자들이며 이들에게 은밀히 접근하여 포섭했다. 훗산 경찰 조사 결과 조직원중 소학교를 졸업한 이는 한사람 뿐이었고, 소학교 중퇴나 소학교 입학조차 해보지 못한 조직원들이 대부분이었다. 전 재산을 거의 헌납한 이들도 있었는데, 이들은 화전을 일구며 가난하게 살았으나 정작 교주와 지도부는 사치로운 생활을 하였다.

### 경찰 수사
해주에서 사업의 기반을 잡은 유곤용은 자신의 조부가 과거에 한약상을 운영하여 큰부를 축적하였으나 조부와 부친이 백백교에 빠진후 그 많던 재산을 헌납하고 매우 궁핍한 생활을 하게 되었다는 사실을 뒤늦게야 알게 되었다. 더욱 놀라운 사실은 자신의 여동생이 교주 전용해의 성노리개로 바쳐졌다는 것이었다. 분개한 그는 전용해의 행방을 수소문했는데, 결국 부친을 통해 거액의 헌금을 미끼로 1937년 2월 16일 전용해를 만나는데 성공했다. 기회를 엿보다가 복수를 감행했으나 수행원들의 방해로 실패하고 전용해는 도주하고 말았다. 이에 백백교 일당을 일본 경찰에 고발하였다.
지난 1930년에 금화사건으로 소탕된 줄 알았던 백백교가 은밀히 활동하고 있다는 점을 알게 된 경찰은 즉시 검거에 나섰다. 경찰이 중구 인현동에 있는 전용해의 집을 급습했으나 이미 자취를 감춘뒤였고 이경득, 이순분 등 간부들만 체포할 수 있었다. 경찰이 이들을 대상으로 수사를 진행하였는데, 그 동안 백백교 내부에서 재산갈취, 정조유린, 살해암매장 등 흉악범죄가 발생했음을 알게 되었고 대대적으로 수사와 검거작전에 나서게 되었다.

### 수사 결과
경찰이 본격적으로 수사를 펼친 결과 서울 마포, 청량리, 양평, 연천, 사리원, 세포, 양주 등 전국의 20여개 비밀 아지트에서 암매장된 시신만 314구나 발견되었다. 경찰은 사건의 심각성을 인지하고 전용해에 대해 전국에 지명수배를 내린후 검거에 총력을 기울이며 그를 추적했다. 그러나 평소 전용해는 여러 가명을 사용하고, 사진을 남기기 않았으며 항상 여러개의 가면을 쓰고 다녀 가족과 최측근외에는 애첩들 조차 그의 얼굴을 아는 이가 없었다. 본격적인 검거에 나선지 50여일만에 경기도 용문산에서 전용해로 추정되는 시신이 발견되었는데, 시신훼손 상태가 심했으나 경찰은 전용해가 자살한 것으로 결론을 내렸다. 이로써 사건수사는 일단락 되었다.
당시로서는 범죄 사상 초유의 대형 사건이었기에 공판에 회부되기 까지 수사와 예심에만 3년이 걸렸다. 결과적으로 1940년 3월 되어서야 재판이 진행되었는데, 총 25명에 대해 보안법위반, 살인, 사체유기, 상해치사, 살인강도, 외설, 사기 공갈, 횡령, 공문서와 사문서 위변조 등 10개의 죄목이 적용되었다. 재판 결과 14명에게 사형, 9명에게는 중형이 선고되었다.

## 논란

### 민족 탄압의 명분
백백교 사건은 일제가 우민정책(愚民政策)의 일환으로 사이비 종교를 은연중 조장하고 장려한 데서 빚어진 사건이며 상당 부분 조작되고 부풀려졌다는 주장이 있다. 1936년 미나미 총독이 부임한 후에는 사교를 더욱 공공연히 비호, 장려해 산중이나 농어촌은 물론 서울시내까지 더욱 만연했다고 한다. 미나미 총독은 민족주의 색채가 짙은 종교활동을 억누르기 위해 의식적으로 이런 사이비 종교 장려정책을 펼쳤다고 한다.
일제는 당초 이 사건을 적당히 처리할 생각이었으나 조선의 여론이 악화되자 시간을 끌다가 재판을 1주일만에 급하게 종결해버렸다. 또한 이 사건이 충격적인 화제로 부상하자 신흥 종교에 대한 탄압을 본격화하였다. 이 사건을 계기로 일본 신사를 적극적으로 보급하면서 참배를 강요했으며 특히 민족의식이 강한 천도교 등을 억압하는 명분으로 삼았다.
조선총독부는 신도, 불교, 기독교만을 종교로 인정하고 나머지는 사이비 종교로 분류했다. 종교는 학무국 종교과의 관리 대상이었으나 사이비 종교는 경찰서 보안과의 단속대상으로 삼았다. 또한 독립운동에 가세하는 기독교세력을 누르기 위해 이 사건을 계기로 기독교에 대한 신사참배를 더욱 강요하는 등 탄압을 시작했다.

### 전용해 머리표본
전용해의 머리는 그 동안 인체표본으로 만들어져 보관돼오다 사망 70년 만인 2011년 10월 25일에 화장되어 폐기되었다. 일본 경찰은 사건직후 전용해의 머리를 자른후 포르말린 병에 넣어 영구 보관했다. 범죄자의 두뇌 표본으로 삼아 연구를 하겠다는 목적이었다. 이 머리 표본이 국립과학수사연구원에 의해 보관돼어 오다가 인체 표본 전시가 비인도적이라는 진정을 행정안전부가 받아들여 폐기처분 절차가 진행되었다.
폐기 결정을 받아낸 불교단체 모니노는 전용해의 머리 표본을 인수해 서울시립승화원에서 화장시켰다. 같은달 27일에 경기도 남양주시 봉선사에서 전용해 교주의 위령제도 봉행되었다. 모니노 측은 본인과 유족의 의사에 반해 인체 표본을 만드는 것은 헌법에서 규정한 ‘인간 존엄에 대한 심각한 도전’이란 취지로 머리 표본 폐기를 촉구해왔었다. 또한 석가모니 시대에 흉폭한 살인마들도 불교에 귀의해 참회하고 불법을 수행한 것처럼 전용해를 불법에 귀의시키기 위해 위령제를 지냈다고 밝혔다.

### 백백교의 후예들
백백교 사건은 1940년에 재판을 통해 종결되었으나 사형이 집행되었다는 공식기록이 존재하지 않는다. 따라서 유죄를 선고받았던 백백교 간부들은 광복후 석방되어 암약하며 조직을 재건하거나 백백교의 분파를 만들었고 그 아류들이 널리 퍼졌을 것이라는 주장이 있다. 백백교에서 분파되었다고 보여지는 대표적인 사이비 종교가 용화교이다. 용화교의 교주 서백일은 전북 김제에 용화사를 본부로 하여 활동하였으며 교리를 이용하여 금품갈취, 여신도 농락 등을 일삼다가 1962년에 범죄사실이 드러나면서 사회적으로 파장을 일으키기도 했다.

### 닮은꼴 사건
2014년 6월 12일, 수사망을 피해 도피중이던 세모그룹 회장 유병언의 시신이 전남 순천에 어느 매실밭에서 발견되었다. 경찰은 자살이라고 결론을 내렸으나 발견된 시신을 둘러싸고 각종 의문이 제기되었다. 그중에 하나가 사체를 바꿔치기한 후 자살로 위장한채 유병언이 도주했을 가능성이 있다는 것이다. 유품중에 유병언의 것으로 추정되는 물품들이 있기는 했으나 2주만에 반백골 수준에 부패가 너무 빨리 진행되었다는 점, 그래서 외모를 식별하기 어려운 상태였다는 것이 가장 큰 문제였다.
이런 사실은 지난 1937년 4월 6일에 발견된 백백교 교주 전용해의 시신중 얼굴부분이 크게 훼손되어 신원확인이 안될 정도였던 경우와 너무나도 닮아 있었다. 전용해가 입고 있던 옷의 주머니에서 그의 것으로 알려진 엘진 금시계와 돈 80원이 들어있기는 하였으나 부검결과 본격적인 수사가 시작된지 일주일만에 사망했다는 점 등이 전용해 역시 자살로 위장한 채 도피했을 수도 있다는 의심이 생길 정도로 비슷했다. 더욱이 유병언과 전용해는 모두 종교 지도자라는 공통점도 있었다.

## 평가
백백교가 사악한 종교였다는 것 만큼은 분명하지만 신흥종교라 하여 모두 사교나 사이비 종교로 치부할 수는 없다. 바빌론 유수 당시 유대교나 후대에 창시된 카톨릭, 개신교, 이슬람 역시 신흥종교였던 시절이 있었다. 천도교 역시 신흥종교였지만 1910년에 교인 수가 100만을 넘었고 독립운동과 민중계몽운동에 주력했다. 근대이후 발흥한 신흥종교가 공통으로 추구한 인존사상, 민중사상, 후천개벽, 지상천국, 구세주사상, 선민사상, 조화사상, 통일사상, 해원사상, 전통문화계승 사상은 그 자체가 나쁜 것이 아니다. 다만 교리를 악용하는 사악한 종교가 존재하며 오용될 소지가 있을 뿐이다.
종교는 합리성과 이성의 영역이 아니라 주간적인 믿음의 영역, 맹목의 영역에 속한다. 백백교 사건은 사악한 교주가 저지른 예외적인 일탈 행동이 아니다. 오늘날에도 장막성전(1975), 오대양 사건(1987), 다미선교회 사건(1992), 아가동산 사건(1996)처럼 종교를 빙자한 크고 작은 범죄가 지금껏 이어지고 있다는 사실에 주목할 필요가 있다. 일부 신흥종교는 기성종교보다 더 직접적으로 현세의 부귀영화와 육제의 영생을 약속한다. 종교가 인간에게 줄 수 있는 것은 현세의 부귀영화가 아니라 그보다 더 값진 마음의 평화일 것이다. 종교를 통해 현세의 부귀영화를 추구하려 들면 언제든지 누구든지 사교 집단의 유혹에 빠질 수 있다. 백백교는 바로 그러한 인간의 비뚤어진 욕망을 파고든 경우에 해당한다.

## 창작물
1961년과 1992년에 두 차례에 걸쳐 백백교 사건을 모티브로 한 동명의 영화가 개봉되었다.
- 백백교 (1961년 영화)
- 백백교 (1992년 영화)

## 같이 보기
- 한국의 신흥종교
- 신흥 종교

## 참고자료
- 白白教 フリー百科事典
- 白白教事件 フリー百科事典
- 백백교(白白敎) - 한국민족문화대백과사전